# میساکی، اوکایاما
میساکی، اوکایاما (به لاتین: Misaki, Okayama) یک منطقهٔ مسکونی در ژاپن است که در استان اوکایاما واقع شده‌است. میساکی  ۱۷٬۷۷۶ نفر جمعیت دارد.